# NGC 7369
NGC 7369 (другие обозначения — PGC 69619, MCG 6-49-80, ZWG 514.104, ZWG 515.2, 4ZW 113) — спиральная галактика (Sc) в созвездии Пегас.
Этот объект входит в число перечисленных в оригинальной редакции «Нового общего каталога».